# Aliaksandr Patašou
Aliaksandr Anatol'evic Patašou, accreditato come Aleksandr Potashov dalla IAAF (in bielorusso Аляксандр Паташоў?, in russo Александр Анатольевич Поташов?; Vicebsk, 12 marzo 1962), è un ex marciatore bielorusso, fino al 1991 sovietico, campione mondiale di marcia 50 km nel 1991.

## Palmarès
| Anno                                      | Manifestazione  | Sede       | Evento       | Risultato | Prestazione | Note |
| ----------------------------------------- | --------------- | ---------- | ------------ | --------- | ----------- | ---- |
| In rappresentanza dell' Unione Sovietica  |                 |            |              |           |             |      |
| 1988                                      | Giochi olimpici | Seul       | Marcia 50 km | 4º        | 3h41'00"    |      |
| 1990                                      | Europei         | Spalato    | Marcia 50 km | dq        | dq          |      |
| 1991                                      | Mondiali        | Tokyo      | Marcia 50 km | Oro       | 3h53'09"    |      |
| In rappresentanza della Squadra Unificata |                 |            |              |           |             |      |
| 1992                                      | Giochi olimpici | Barcellona | Marcia 50 km | dq        | dq          |      |
| In rappresentanza della Bielorussia       |                 |            |              |           |             |      |
| 1993                                      | Mondiali        | Stoccarda  | Marcia 50 km | dq        | dq          |      |
| 1994                                      | Europei         | Helsinki   | Marcia 50 km | dq        | dq          |      |